# Ching-tu
Ching-tu est une formation d'albédo sombre à la surface du satellite Titan de la planète Saturne.

## Caractéristiques
Ching-tu est centrée sur 30° de latitude sud et 205° de longitude ouest.

## Observation
Ching-tu a été découverte par les images transmises par la sonde Cassini.
Elle a reçu le nom d'un paradis bouddhiste chinois.